# الميثاق العالمي للهجرة

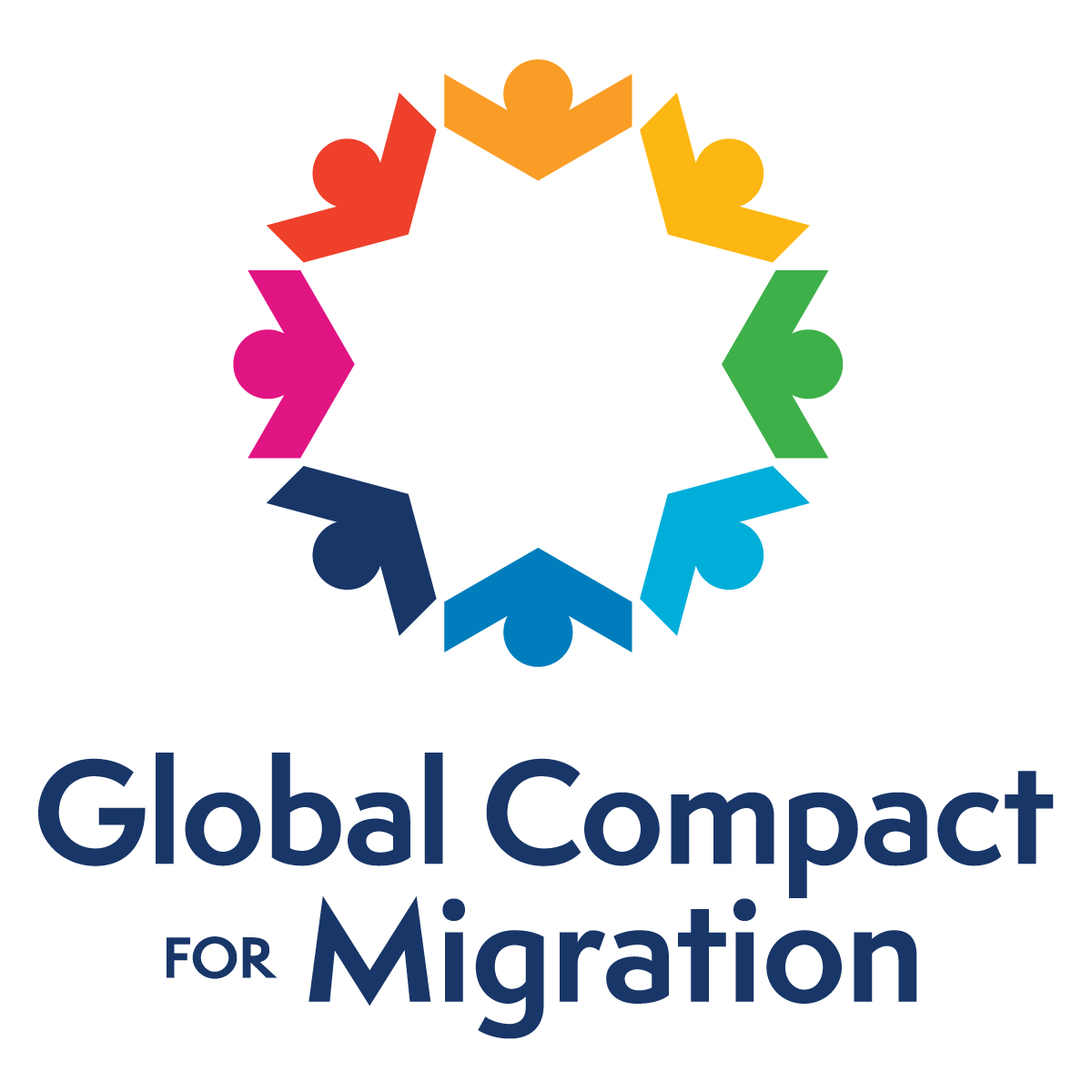
شعار الميثاق العالمي للهجرة

الميثاق العالمي للهجرة الآمنة والنظامية والمنتظمة (GCM) المعروف أيضا باسم ميثاق مراكش هو اتفاقية تم التفاوض بشأنها بين الحكومات وإعدادها برعاية الأمم المتحدة، بموجبه يغطي الميثاق جميع أبعاد الهجرة الدولية بطريقة كلية وشاملة.
قرر عقد مؤتمر الأمم المتحدة لاعتماد الميثاق في مدينة مراكش بالمغرب، في الفترة من 10 إلى 11 ديسمبر 2018. ولا يعد الميثاق العالمي معاهدة دولية، ولن يكون ملزما رسميا بموجب القانون الدولي. ومع ذلك، وكما هو الحال مع اتفاقيات الأمم المتحدة المماثلة، فهو التزام ملزم سياسياً. ويشير الخبراء إلى أنه قد يكون له عواقب من الناحية القضائية.
بعد انضمامها انسحبت كل من التشيلي والولايات المتحدة وأستراليا من توقيع الميثاق فيما أعلنت دول أخرى رفضها المشاركة في مؤتمر مراكش وتأييد الاتفاقية، وهي المجر، النمسا، جمهورية التشيك، سلوفاكيا، سويسرا، كرواتيا، لاتفيا، إيطاليا، بلغاريا وبلجيكا.

## الخلفية

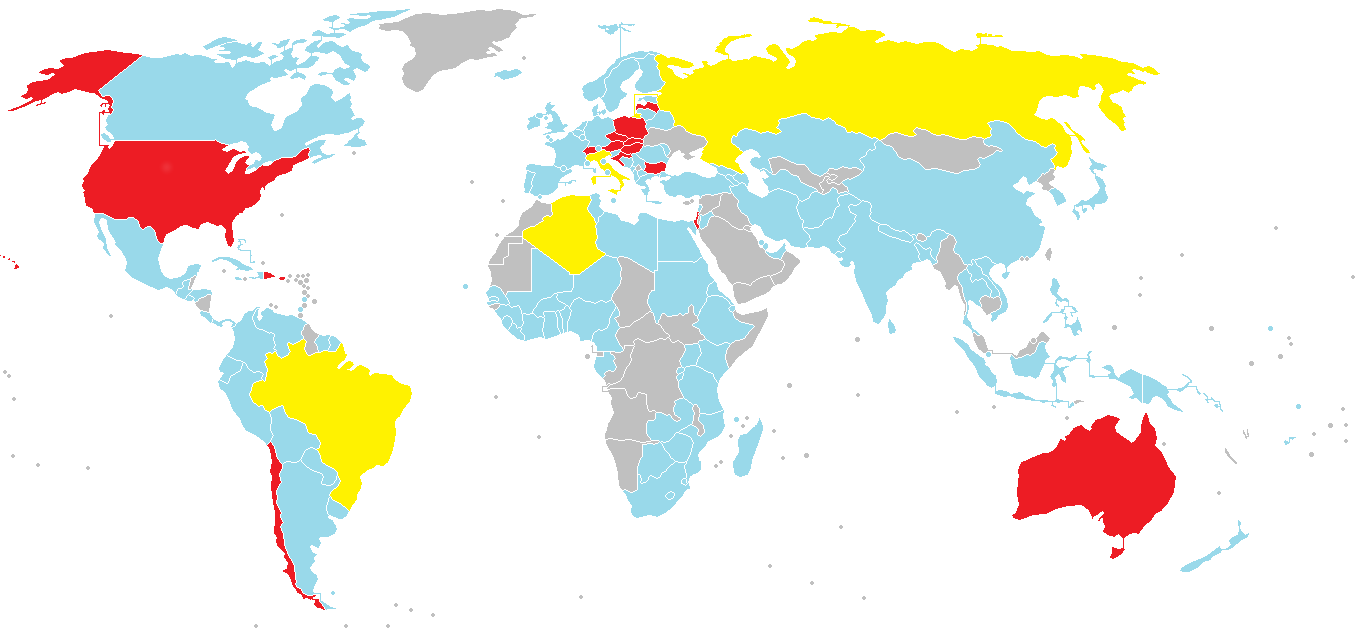
مواقف الدول الأعضاء في الأمم المتحدة فيما يتعلق بالمعاهدة.

أدى تصاعد الحرب الأهلية السورية وصعود داعش في المنطقة إلى أزمة اللاجئين الأوروبيين 2015-2016 وزيادة عدد اللاجئين في الشرق الأوسط. وخلال هذه الأزمة، رفضت عدة حكومات أوروبية الالتزام باتفاقية دبلن، ونتيجة لذلك، كانت هناك حاجة إلى اتفاقية جديدة بشأن سياسات اللجوء.
في 19 سبتمبر 2016، تبنت الدول الأعضاء في الجمعية العامة للأمم المتحدة بالإجماع إعلان نيويورك الخاص باللاجئين والمهاجرين. أقر الإعلان بالحاجة إلى مزيد من التعاون بين الأمم لإدارة الهجرة بفعالية. وقد حدد الإعلان عملية تفضي إلى التفاوض بشأن الاتفاق العالمي للهجرة. وعليه اعتمدت الجمعية العامة للأمم المتحدة قرارًا في 6 أبريل 2017، حيث تم البت في الطرائق والجدول الزمني للاتفاق. تتألف العملية المتفق عليها من المراحل الثلاث التالية:
- مشاورات (من أبريل إلى نوفمبر 2017): ست جلسات في جنيف ومدينة نيويورك وفيينا
- الجرد (ديسمبر 2017 - يناير 2018)، مما أدى إلى المسودة الأولى («مشروع صفر»)
- المفاوضات الحكومية الدولية (فبراير-يوليو 2018) في مقر الأمم المتحدة في مدينة نيويورك.
- في 9 مارس 2017، تم تعيين لويز أربور من قبل الأمين العام أنطونيو غوتيريس كممثله الخاص للهجرة الدولية، وبالتالي تم تكليفها بالعمل مع الدول وأصحاب المصلحة من أجل تطوير الميثاق.
- في 10 ديسمبر 2018، تمت الموافقة على الوثيقة من قبل 164 دولة خلال المؤتمر الحكومي الدولي لاعتماد الميثاق العالمي للهجرة الآمنة والنظامية والمنتظمة.[6][7]
- في 19 ديسمبر 2018، أقرت الجمعية العامة للأمم المتحدة هذا الاتفاق من خلال التصويت. وصوت 152 بلداً لصالح القرار بالتصديق عليه، في حين صوتت الولايات المتحدة والمجر وإسرائيل والجمهورية التشيكية وبولندا ضده. فيما امتنعت 12 دولة عن التصويت.[8]

| مع  | ضد | امتناع | لم يصوت |
| --- | -- | ------ | ------- |
| 152 | 5  | 12     | 24      |

## مضمون الاتفاق
هناك 23 هدفا والتزاما مدرجا في مسودة الاتفاقية. ويشمل ذلك جمع واستخدام بيانات دقيقة ومجهولة الهوية لوضع سياسة للهجرة قائمة على الأدلة، وضمان حصول جميع المهاجرين على إثبات للهوية، وتعزيز التوافر والمرونة للهجرة المنتظمة، وتشجيع التعاون لتعقب المهاجرين المفقودين وإنقاذ الأرواح، وضمان حصول المهاجرين على الخدمات الأساسية، ووضع أحكام للإدراج الكامل للمهاجرين والتماسك الاجتماعي.
يعترف مشروع الاتفاق بمبادئ السيادة الوطنية:
«"يعيد الميثاق العالمي التأكيد على الحق السيادي للدول في تحديد سياستها الوطنية للهجرة وحقها في حكم الهجرة داخل نطاق ولايتها القضائية، بما يتفق مع القانون الدولي. وفي حدود ولايتها القضائية، قد تميز الدول بين وضع الهجرة المنتظم وغير النظامي، بما في ذلك تحديد تدابيرها التشريعية والسياساتية لتنفيذ الميثاق العالمي، مع مراعاة مختلف الحقائق والسياسات والأولويات والمتطلبات الوطنية للدخول والإقامة والعمل، وفقاً للقانون الدولي.»
تسرد الاتفاقية الإجراءات التي يتعين على الحكومات اتخاذها، بما في ذلك «تشجيع الإبلاغ المستقل والموضوعي والجيد عن المنافذ الإعلامية، بما في ذلك المعلومات المستندة إلى الإنترنت، من خلال توعية وتثقيف العاملين في مجال الإعلام بشأن القضايا والمصطلحات المتعلقة بالهجرة» و «دعم التعددية الثقافية الأنشطة من خلال الرياضة والموسيقى والفنون ومهرجانات الطهي والتطوع وغيرها من الأحداث الاجتماعية».
لا تميز الاتفاقية بين المهاجرين غير القانونيين والمهاجرين القانونيين، لكنها تميز بشكل متكرر بين المهاجرين النظاميين والمهاجرين غير النظاميين، وتؤكد حق الدول في التمييز بين وضع الهجرة المنتظم وغير النظامي، وتلزم الموقعين بـ «منع الهجرة غير النظامية». لا يميز النص بين المهاجرين الاقتصاديين واللاجئين.

## الانتقادات

نتيجة تصويت الجمعية العامة للأمم المتحدة لإقرار الاتفاق العالمي في 19 كانون الأول / ديسمبر 2018.
مع
ضد
امتناع
عدم حضور

- النمسا : صرّح المستشار النمساوي سيباستيان كورتس، بأن هذا الاتفاق سيحد من سيادة النمسا ويخلط بين الهجرة غير الشرعية والقانونية وكذلك بين الهجرة الاقتصادية والإنسانية.[19]
- أستراليا : انتقدت الحكومة الأسترالية الاتفاقية، زاعمة أنها لا تميز بين المهاجرين القانونيين والمهاجرين الغير الشرعيين، لا سيما عندما يتعلق الأمر بالرعاية الاجتماعية. كما زعموا أن هذا الاتفاق قد يفرض التزامات لدعم المهاجرين حتى عندما يعودون إلى بلدهم الأصلي. تعتقد الحكومة الأسترالية أن هذا الاتفاق من شأنه أن يقوض سياسات الهجرة الحالية.[20][21][22][23]
- هولندا : تعرض البند 17، الذي يدين التمييز ضد المهاجرين، للانتقاد بسبب تدابير «لتشكيل مفهوم الهجرة». حيت أثار عضو البرلمان الأوروبي الهولندي مارسيل دي غراف القضية مع الاقتراح الداعي إلى وجوب الدفاع عن وسائل الإعلام التي تتبنى الخطابة المناهضة للهجرة إذ أنه يمكن استخدام بند هذا الميثاق لتجريم النقد السياسي.[24][25]
- بلجيكا : لم تُمنح تصريحات لإنجاز مسيرة احتجاجية خططتها الجماعات الفلمنكية الوطنية على رئيس بلدية بروكسل في 17 ديسمبر.[26][27] وبالرغم من عدم وجود تصريح حضر المسيرة 5,500 متظاهر. كما نظمت منظمة غير حكومية وجماعات يسارية مظاهرة مضادة شارك فيها حوالي 1000 شخص.[28]
- فرنسا : مع مرور الأسابيع، احتج جزء من حركة السترات الصفراء على قضية الهجرة.,[29][30] بعد أن استغل حزب الجبهة الوطنية اليميني المتطرف بعض المحتجين لحشد دعم شعبي لمعارضة الميثاق العالمي للهجرة.[31] · .[32]
- روسيا : عارضت روسيا مبدأ «المسؤولية المشتركة»، التي ترغب في تمرير ثقل استقبال المهاجرين إلى البلدان التي ليس لها أي صلة بالنزوح الجماعي.[33]
- البرازيل : أعلن جايير بولسونارو، رئيس جمهورية البرازيل في الفترة من 1 يناير 2019، أن بلاده ستترك الاتفاقية بعد توليها مهامها.[34] · [35]
- الولايات المتحدة : تحت رئاسة دونالد ترامب، لم تشارك حتى في التفاوض على الاتفاقية.[19]

وفقاً للصحفي ستيفان بوسارد، في صحيفة لوطون السويسرية «كان من شأن الاتفاقية أن تثير "موجة من الكراهية أو حتى نظرية المؤامرة" لدرجة أنه سجل في الأمم المتحدة "عدم فهم وذعر بل حتى انتقادات لاذعة وخاصة في أوروبا"».

## اقرأ أيضا
- الهيئة الحكومية الدولية المعنية بتغير المناخ